# میشائل مولر
میشائل مولر (انگلیسی: Michael Müller؛ زادهٔ ۹ دسامبر ۱۹۶۴) یک سیاست‌مدار اهل آلمان است. مولر از دسامبر ۲۰۱۴ تاکنون شهرداری برلین را برعهده دارد. مولر از ۱۹۸۱ (۱۷ سالگی) به حزب سوسیال دموکرات آلمان SPD پیوسته و در این حزب سیاسی فعال بوده است.